# Robin Nelisse
Robin Nelisse (* 25. Januar 1978 in Rotterdam, Niederlande) ist ein ehemaliger niederländischer Fußballspieler. Er war Nationalspieler der Niederländischen Antillen. 

## Karriere
In der Saison 1997/98 begann er seine Profikarriere bei Feyenoord Rotterdam, als er aus der U19 der Rotterdamer in die erste Mannschaft kam. 1999 wurde er als Ersatzspieler niederländischer Meister. Nach zwei Jahren als Ersatzspieler wechselte er 1999 zu Cambuur Leeuwarden, wo er ein Jahr tätig war, ehe er zum AZ Alkmaar wechselte. Nach fünf Jahren in Alkmaar spielte er noch drei Jahre beim FC Utrecht, ehe er 2008 ins Ausland nach Österreich zum FC Red Bull Salzburg wechselte. 
In Salzburg konnte er in seinem ersten Bundesligaeinsatz in der 1. Runde (9. Juli 2008) gegen den SV Mattersburg bereits seinen ersten Torerfolg feiern. Er erzielte in der 66. Minute das sechste Tor beim 6:0-Triumph der Bullen, nachdem er erst eine Minute zuvor für Marc Janko eingewechselt wurde. Nach weiteren elf Treffern konnte der Mann von den Antillen 2009 den Meistertitel in Österreich feiern. Die Saison 2009/2010 verbrachte er, wenn er nicht verletzt war, als Einwechselspieler auf der Bank. In den acht Spielen, in denen er spielte, erzielte er ein Tor. Am 20. Jänner 2011 einigten sich der Spieler und der Verein auf eine einvernehmliche Auflösung des Vertrages. Am 11. August 2011 gab er bekannt, dass er aufgrund anhaltender Knieprobleme seine Karriere beendet.

### Erfolge
- Niederländischer Fußballmeister 1999
- Österreichischer Meister 2009, 2010

### Nationalmannschaft
International spielt er für die Niederländischen Antillen, wo er sein Debüt gegen Nicaragua am 6. Februar 2008 gab. Bisher absolvierte er zwei Spiele für die Antillen.